# Rethinking Economics
Rethinking Economics is een internationaal netwerk van studenten en academici, die zich inzetten voor een opener en diverser economisch denken. 
Het is deel van het grotere netwerk International Student Initiative for Pluralist Economics (ISIPE) en bestaat uit groepen in het Verenigd Koninkrijk, Nederland, Italië, India, de VS en nog zo'n twintig landen. Het doel van de beweging is om de economische faculteiten te openen voor andere economische benaderingen dan de neoklassieke, en voor bijdragen van andere sociale wetenschappen aan het denken over de economie. Een tweede doel van de beweging is om het debat over economie minder technocratisch te maken, en toegankelijker voor het grote publiek. 

## Achtergrond
In 2000 ontstond in Parijs de post-autistic economics-beweging. Deze beweging kreeg na een interview in Le Monde bredere bekendhed, en werd in 2001 ondersteund door 27 promovendi aan Cambridge, met de petitie "Opening Up Economics". In Duitsland, Oostenrijk en Zwitserland ontstonden sinds 2003 een flink aantal lokale groepen, die later grotendeels opgingen in het Netzwerk Plurale Ökonomik.
De Rethinking Economics-beweging in Engeland ontstond nadat de Bank of England in 2011 een conferentie organiseerde onder de titel ‘Are Economics Graduates Fit for Purpose?’. Ondanks brede discussie leidde die conferentie niet tot concrete wijzigingen in het economisch onderwijs. Een groep studenten uit Manchester, ontevreden over het feit dat de discipline weinig leek te hebben geleerd van de kredietcrisis, startte vervolgens de Post-Crash Economics Society. Deze beweging verspreidde zich snel naar andere delen van het land en naar de rest van Europa en de wereld. 
Ook in Nederland was zowel onder studenten als onder academici al langere tijd onvrede over de eenzijdigheid en inertie in het economisch onderwijs sinds de crisis. Begin 2015 kreeg die onvrede concreet vorm, met het ontstaan van de Nederlandse tak van de Rethinking Economics-beweging (RE:NL). Sindsdien wordt de beweging in Nederland en daarbuiten steeds breder.

## Doelen
Rethinking Economics voert campagne voor een systematische verandering in het onderzoek en onderwijs van de economische faculteiten, en voor een opener economisch debat. De beweging vraagt om economisch onderwijs dat meer met de echte wereld te maken heeft, en keert zich tegen het intellectueel monopolie van de neoklassieke benadering. Ze betoogt dat economie geen exacte wetenschap is, en dus ook geen natuurkunde-achtige wetten kan hebben. Ze ziet het als noodzakelijk om studenten kennis te laten maken met een verscheidenheid aan benaderingen, binnen zowel de orthodoxe als de heterodoxe economie, en studenten daarnaast te trainen in het kritisch en onafhankelijk denken. Het doel van de beweging is dan ook niet om de neoklassieke denkwijze te vervangen door een andere dominante stroming, maar om andere benaderingen ook een podium te geven. Een tweede doel van de beweging is om economische kennis breder toegankelijk te maken en het monopolie van academische economen op kennis over de economie open te breken.

## Activiteiten
De netwerken in de verschillende landen voeren actief campagne voor veranderingen in het curriculum van economische opleidingen. Dat houdt in: het voeren van lobby richting de faculteiten, het organiseren van publieke evenementen, debatgroepen, leesclubs, festivals en conferenties, en het creëren van nieuw materiaal voor studenten en docenten in en buiten economie-faculteiten. De Britse Rethinking Economics-beweging heeft tot nu toe twee boeken gepubliceerd. In The Econocracy, geschreven door de leden van de Post-Crash Economics Society in Manchester, leggen studenten de link tussen de dominantie van neoklassieke economie en de erosie van het bredere democratisch debat over hoe de economie zou moeten worden gezien en georganiseerd. Het boek werd goed ontvangen in o.a. The Guardian en de Financial Times. Een tweede boek getiteld Rethinking Economics: An Introduction to Pluralist Economics biedt een overzicht van de grootste theoretische benaderingen in het economisch denken, en kijkt daarbij veel breder dan gewoonlijk in een standaard economische opleiding. Het bevat hoofdstukken over verschillende heterodoxe benaderingen, geschreven door prominente academici op die terreinen.
De Nederlandse tak van de Rethinking Economics-beweging organiseert verscheidene activiteiten, zoals kroegcolleges, nationale bijeenkomsten, leesgroepen, Drink and Rethink borrelavonden, workshops en lezingen. Daarnaast hebben de Nederlandse Rethinking-studenten een uitgebreid onderzoek gedaan naar de curricula van de economische opleidingen in Nederland. Hierbij werd onderzocht welke theorieën worden gedoceerd, welke onderzoeksmethoden worden gedoceerd, de balans in het onderwijs tussen theorie en kennis van de reële economie, en in hoeverre kritisch denken wordt gestimuleerd. Het rapport is momenteel in draft-versie beschikbaar op de website, en wordt naar verwachting in mei 2018 gepubliceerd in druk.
Zowel de Bank of England als het Institute for New Economic Thinking hebben met de Rethinking-beweging samengewerkt.

## Reacties
De beweging heeft aandacht gekregen in media zoals de Financial Times, en steunbetuigingen ontvangen van verschillende prominenten. Cambridge-econoom Ha-Joon Chang prees hun tweede boek als een 'zeer relevante en verhelderende bijdrage aan een debat dat de toekomst van de wereldeconomie zal bepalen, en de manier waarop economie wordt gedoceerd en besproken'. Martin Wolf, hoofdeconoom van de Financial Times, schreef het voorwoord voor het boek en verwelkomde de beweging.